# Nevrorthus fallax
Nevrorthus fallax là một loài côn trùng trong họ Nevrorthidae thuộc bộ Neuroptera. Loài này được Rambur miêu tả năm 1842.